# 艾尔·哈林顿
艾伯特·哈林顿（英語：Albert Harrington，1980年2月17日—），生于新泽西的奥兰治，美国职业篮球运动员，可以出任小前锋、大前锋和中锋三个位置，身高2.06米，体重113公斤。哈林顿拥有不错的音乐天赋，高中时曾在演出时担任独唱。

## NBA生涯

### 印第安纳步行者时期
1997年夏天，曾在新泽西参议院理查德·科代的办公室工作；在他只有十八岁的时候，就在1998年被印第安纳步行者在第一轮第25顺位选中，花了六个赛季，哈林顿终于离开了板凳，在2001/02赛季中他平均每场夺得3.1分，6.3个篮板，但是那个赛季一场对垒密尔沃基雄鹿的比赛中膝盖受伤，缺席了赛季余下的38场比赛。
他在2002/03赛季重返赛场，并且成为球队中唯一一位打满常规赛全部82场比赛的球员，在这个赛季他平均每场夺得12.2 分和6.0个篮板，其中37场取得了首发的位置。在随后的赛季中他继续提高着自己的数据，取得了平均每场13.3分和6.4个篮板的成绩，在当年的NBA最佳第六人评选中排名第二，他是步行者在2000赛季后第一次打进东部决赛的功臣之一。

### 转回去亚特兰大老鹰
2004年1月15日，在球队中传出哈林顿不甘心一直为全明星球员小奥尼尔和罗恩·阿泰斯特打替补从而被球队交易给亚特兰大老鹰，步行者换来了斯蒂芬·杰克逊。在老鹰队中哈林顿几乎每场都取得首发位置但是老鹰给的工资待遇没有之前步行者的好，而且老鹰队的战绩实在是很糟糕。

### 重回印第安纳步行者
2005/06赛季之后哈林顿成为了自由球员。经过了转会市场的一系列调节后，8月22日步行者队终于从老鹰队手中换来了哈林顿，哈林顿通过先签后换的方式回到印第安纳，交易的条件就是2007年第一轮选秀签和价值750万交易特例，印第安纳还得到中锋约翰·爱德华兹。据ESPN透露，哈林顿的新合约为4年3530万，再度加盟步行者的哈林顿改穿32号球衣，因为原先的3号球员现在其队友萨鲁纳斯·贾斯科维休斯在穿，哈林顿选择32号球衣的寓意是“三号，我第二次来了”，哈林顿有有2个弟弟和1个妹妹。

### 转会金州勇士
2007年1月17日，哈林顿和另外几名印第安纳步行者的队友与金州勇士队的几名球员对换。

### 交易到紐約尼克
2008年11月21日，哈林顿被交易到紐約尼克。